# Ревельське намісництво
Ре́вельське намі́сництво (рос. Ревельское наместничество) — адміністративно-територіальна одиниця в Російській імперії в 1783–1796 роках. Адміністративний центр — Ревель. Створене 3 липня 1783 року на основі Ревельської губернії. Складалося з 5 повітів. 12 грудня 1796 року перетворене на Естляндську губернію.

## Повіти
1. Вікський повіт
2. Вірляндський повіт
3. Єрвенський повіт
4. Гаррієнський повіт

## Правителі намісництва
| П. І. Б.                         | Титул, чин, звання                            | Час на посаді         |
| -------------------------------- | --------------------------------------------- | --------------------- |
| Гротенгельм Георгій Євстафійович | генерал-поручик, правитель намісництва        | 03.07.1783—23.10.1786 |
| Врангель Андрій Іванович         | барон, генерал-поручик, правитель намісництва | 23.10.1786—28.11.1796 |